# Augusto Pereira Loureiro
Augusto Pereira Loureiro, ou Augusto, né le 30 août 1987 à Matosinhos, est un ancien footballeur portugais qui évoluait au poste de défenseur latéral gauche.

## Biographie
Augusto fait ses débuts professionnels en 2011 avec le club portugais de Moreirense FC. Le club monte en première division l'année suivante. Le club arrive à se maintenir, mais Augusto rejoint les rangs de l'Union sportive Créteil-Lusitanos, tout juste promu en Ligue 2.
Selon son entraîneur à Créteil, Augusto a « un bon pied gauche, une bonne vision du jeu et une bonne relance. Il est aussi très puissant ».

## Palmarès
- Championnat du Portugal de football D2 : 
  - Vice-champion en 2012 avec le Moreirense Futebol Clube